# Carl Wilhelm von Gümbel
 (juillet 2018).
Carl Wilhelm Gümbel, ou Carl Wilhelm baron von Gümbel depuis 1882 (né le 11 février 1823 à Dannenfels et mort le 18 juin 1898 à Munich) est un géologue bavarois ayant étudié la géologie de la Bavière. 

## Biographie
Carl Wilhelm Gümbel est le fils du garde-forestier royal Johann Friedrich Gümbel (1775-1841) et de Charlotte Roos (1781-1862). Il est le frère du bryologue Wilhelm Theodor Gümbel (1812-1858). Son fils est l'archiviste Albert Gümbel (1866-1931).
Après avoir terminé son certificat de fin d'études en 1842, il commence par étudier la chimie, la zoologie et la minéralogie à l'Université de Munich jusqu'en 1848. Il passe un semestre dans les universités de Heidelberg et de Bonn.  
Il reçoit à Munich et Heidelberg une formation pratique et scientifique dans l'exploitation minière et obtient son doctorat à Munich en 1862. En 1851, lors de l'institution de la Commission géologique de Bavière, Gumbel est nommé géologue en chef; en 1863, il est nommé professeur honoraire de géologie à l'université de Munich, et en 1879, directeur du département minier bavarois.
Sa carte géologique de Bavière est publiée en 1858, et le mémoire officiel détaillé, intitulé Geognoslische Beschreibung des Konigreichs Bayern est publié en trois parties (1861, 1868 et 1879). Il a ensuite publié sa Geologie von Bayern en 2 volumes (1884-1894), un traité élaboré sur la géologie de la Bavière.
Au cours de sa carrière, il se livra à de nombreux travaux paléontologiques: il étudia la faune du Trias et, en 1861, introduisit le terme de rhétien pour la division supérieure de cette ère géologique. Il accorda une attention particulière aux Foraminifères et décrivit celles des strates éocènes des Alpes du Nord (1868). 
En 1863, il est nommé professeur honoraire de géologie à l'Université de Munich. En 1869, il devient membre à part entière de l'Académie bavaroise des sciences. En 1882, il reçoit l'Ordre du Mérite de la Couronne bavaroise et est élevé au rang de Baron von Gümbel. Il décède à Munich en 1898.

## Récompenses
- 1855 : Médaille De Prix De 2. Classe, la Remise à l'occasion de l'Exposition universelle à Paris
- 1862 : docteur honoris causa de l'université d'Iéna, 23. Mai
- 1862 : Médaille de Prix, Cérémonie à l'occasion de l'Exposition universelle de Londres
- 1862 : Nomination Membre de l'Académie bavaroise des sciences, 28. Novembre
- 1863 : nommé professeur honoraire de la Geognosie et Markscheidekunst de la Faculté des lettres de l'Université royale de Munich
- 1868 : croix de Chevalier de première Classe de l'arrêté royal Mérite du saint-Michael, 31. En décembre, la Remise par le Roi Ludwig II
- 1875 : Membre de l'Académie Allemande de la Leopoldina)[1]
- 1882 : la croix de Chevalier royal du Mérite du saint-Michael, avec Remise du personnel, de la Noblesse, 20. En août, la Remise par le Roi Ludwig II
- 1882 : la Nomination en tant que Membre de l'épée. Maximilian de l'Ordre des Arts et des Sciences, 28. En décembre, la Remise par le Roi Ludwig II
- 1883 : croix de Chevalier de première Classe de Herzoglich de Saxe-Ernestinischen Hausordens, 26. Juillet, Remise par le Duc Ernst de Saxe-Cobourg et Gotha
- 1887 : Adhésion au Chapitre de Maximilien-Ordre 4. Juillet, le 7. Mai 1892, et 11. Juin 1897 à la fois, pour 5 Ans par le prince régent Luitpold
- 1889 : titre de citoyen d'honneur de la Ville de Munich, la Nomination, le 1er. Janvier
- 1889 : Kgl. Ordre du mérite du saint-michel II, Classe, 27. En décembre, la Remise par le prince régent Luitpold
- 1893 : Komturkreuz du Mérite de la Couronne de Bavière, 10. Mars, la Remise par le prince régent Luitpold
- 1895 : Komturkreuz de l'Ordre de la Couronne de Wurtemberg, 25. Septembre.

## Hommages
- 1895 : Gümbelina ruthenica, fossile corallien nommé par Otto Kuntze
- 1896 : Gümbelites, espèce d'Ammonite du Trias par Edmund Mojsisovics de Mojsvár
- 1899 : Gümbelstraße, à Munich. Puis deux autres rues Gümbelstraße à Amberg et Peißenberg
- 1933 : Gümbelitria, désignant des Foraminifères fossiles par Joseph Augustine Cushman
- 1940 : Gümbelitrielle Tappan, désignant des Foraminifères fossiles
- 1971 : Guembelitriodides, désignant des Foraminifères fossiles
- 1999 : Inscription sur la maison natale de Gümbel à Dannenfels
- 2007 : Grotte Carl-Wilhelm von Gumbel, dans la Réserve naturelle de Max Schultze-Sentier de Ratisbonne

## Œuvres (sélection)
- Sur l'Égalité des énormes masses rocheuses sont tombées dans le nord-est des Alpes ausseralpinischen Flötzschichten.  Dans: Rapport Officiel sur les quatre et dreissigste Assemblée allemand Naturaliste u. Médecins à Carlsruhe en Septembre 1858. Eisenlohr et Volz, Karlsruhe, 1859, P. 80-88, GoogleBooks
- Geognostische Description du Royaume de Bavière, Première Partie. En 1861, //books.google.com/books?id={{{id}}} , //books.google.com/books?id={{{id}}}
- Geognostische Description du Royaume de Bavière, Seconde Partie, 1868 //books.google.com/books?id={{{id}}}  = disponible sur Internet Archive, //books.google.com/books?id={{{id}}} , //books.google.com/books?id={{{id}}}
- Sur Clymenien dans les Uebergangsgebilden de la région de fichtelgebirge. Dans: Palaeontographica. Contributions à l'histoire Naturelle de la Vorwelt. Volume 11, Troisième Livraison. Septembre 1863, P. 85-165, disponible sur Internet Archive
- Les geognostische telles explorations réservent de Bavière: Discours prononcé dans la Séance publique de la k. de l'Académie des Sciences le 28. Mars 1877 pour fêter ses cent et dix-huitième Stiftungstages maintenu. Munich, 1877 disponible sur Internet Archive = //books.google.com/books?id={{{id}}}
- Geognostische Description du Royaume de Bavière, Troisième Abhteilung, 1879 disponible sur Internet Archive = //books.google.com/books?id={{{id}}}
- Geognostische Description du Royaume de Bavière, Quatrième Partie, Geognostische Description de la Franconie, Alb (Frankenjura), Kassel, 1891 disponible sur Internet Archive = //books.google.com/books?id={{{id}}}

## Littérature
- (de) August Rothpletz (de), « Gümbel, Wilhelm (von) », dans Allgemeine Deutsche Biographie (ADB), vol. 49, Leipzig, Duncker & Humblot, 1904, p. 623-627
- (de) Richard Dehm (de), « Gümbel, Carl Wilhelm von », dans Neue Deutsche Biographie (NDB), vol. 7, Berlin, Duncker & Humblot, 1966, p. 259 (original numérisé).
- Herbert Hagn: Carl Wilhelm de Gumbel (1823-1898) – L'ancien Champion de la bavière de la Géologie.  Dans: Norbert Hauschke, Volker Sauvage (Ed.): Trias, d'un autre Monde. L'europe centrale au début du Mésozoïque.  Friedrich Flèche, Munich, 1999,  (ISBN 3-931516-55-5), P. 593-596.
- Thomas Moineau (Éd.): Carl Wilhelm de Gumbel (1823-1898). La vie et l'Œuvre du plus grand des Géologues de la Bavière.  Friedrich Flèche, Munich, 2001,  (ISBN 3-931516-87-3).